# Popovičky
Popovičky település Csehországban, a Kelet-prágai járásban. Popovičky Říčany, Petříkov, Křížkový Újezdec, Radějovice, Strančice, Herink és Modletice településekkel határos. Lakosainak száma 472 fő (2024. január 1.).

## Népesség
A település lakosságának változását az alábbi diagram mutatja:
| Lakosok száma | 279  | 283  | 283  | 204  | 144  | 154  | 393  | 412  | 433  | 472  |
|               | 1869 | 1890 | 1921 | 1950 | 1980 | 2001 | 2017 | 2019 | 2022 | 2024 |